# André Barrais
André Barrais, född 22 februari 1920 i Levallois-Perret, död 15 januari 2004 i Plougastel-Daoulas, var en fransk basketspelare.
Barrais blev olympisk silvermedaljör i basket vid sommarspelen 1948 i London.